# Kaple svatého Kříže (Pražský hrad)
Kaple svatého Kříže na Pražském hradě je pozdně barokní stavba na II. nádvoří Pražského hradu. V současné době slouží jako výstavní síň pro expozici Svatovítského pokladu.

## Historie
Kaple byla postavena v letech 1756 až 1767 pražským stavitelem italského původu Anselmem Martinem Luragem na místě starších budov stavebního úřadu a korunovační kuchyně Karla VI. z roku 1723, později používané jako hlavní strážnice. Autorem projektu byl Nicolo Pacassi, dvorní architekt Marie Terezie, od níž dostal za úkol přestavět Pražský hrad do barokní, více reprezentativní podoby.
Když se roku 1848 císař Ferdinand V. po své abdikaci s manželkou, císařovnou Annou Marií Piou usídlil na Pražském hradě, prošla kaple v letech 1852 až 1856 úpravami ve stylu klasicismu a historismu. Byla upravena její královská oratoř, pořízena dekorativní ornamentální výzdoba z bílého zlaceného štuku, fresky a do výklenků severního průčelí kaple osazeny sochy sv. Petra a Pavla z roku 1854 od Emanuela Maxe. Vilém Kandler pracoval na výmalbě, řezbářských a pozlacovacích pracích včetně dvou pláten v letech 1854–1857.
V letech 1918–1924 provedl další úpravy interiéru architekt Kamil Hilbert, oratoř byla zaslepena. V letech 1960 až 1963 byla kaple upravena na výstavní síň pro umístění Svatovítského pokladu (tzv. Klenotnice), který zde byl instalován v letech 1961–1989. Po roce 1990 sloužila jako informační středisko pro turisty. Od roku 2012 je v ní opět expozice Svatovítského pokladu.

## Interiér

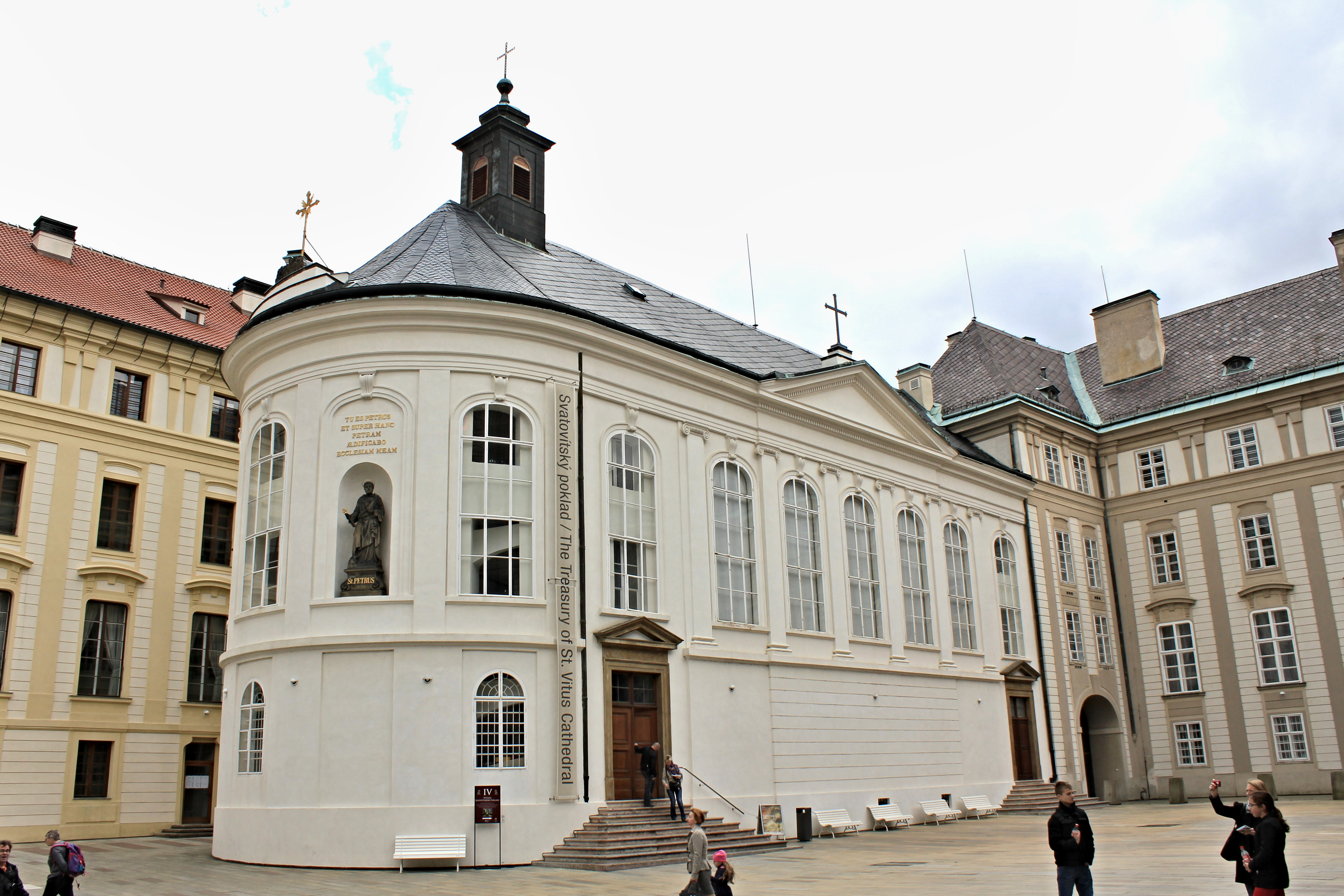
Kaple od severozápadu

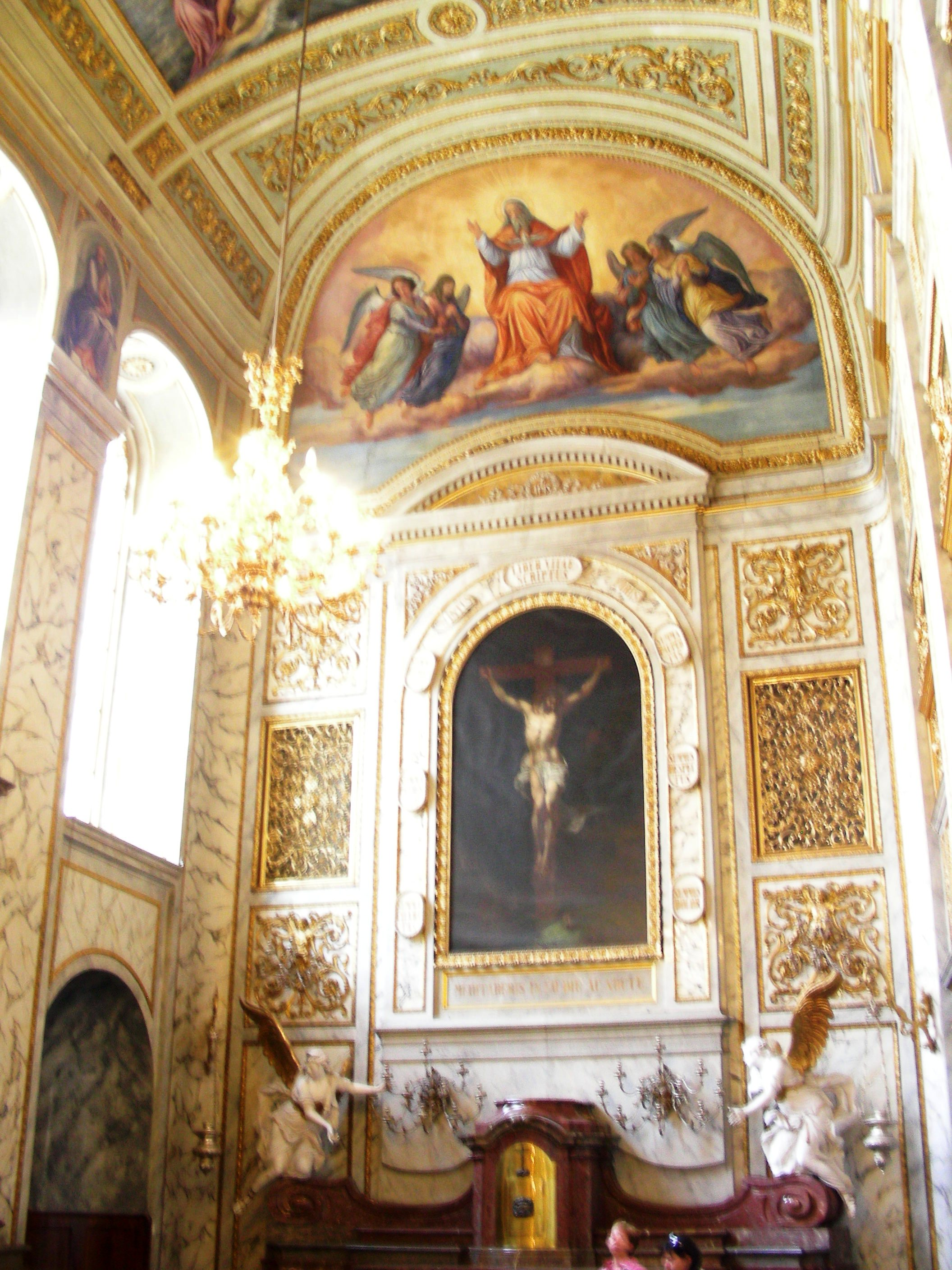
Hlavní oltář s obrazem Ukřižování od Františka Xavera Palka, nad oltářem freska Bůh otec se svatým Duchem a několika anděly od Viléma Kandlera a mramorová výzdoba od Pietra Bonanniho z Vídně

Interiér je pozdně barokní z let 1764–1765, stěny jsou obloženy bílým šedě žilkovaným mramorem, predela hlavního oltáře je z hnědého sliveneckého mramoru. Nedochovaly se však barokní malby Josefa Hagera. Převažují klasicistní úpravy z let 1850–1856, prováděné na objednávku císaře Ferdinanda V. 
Nástropní a nástěnné malby s náměty převážně ze Starého zákona namaloval Vilém Kandler: dvě velké fresky na stropě, pak šest prorockých postav (Izajáš, Daniel, Davida, Árona, Esteru a Deboru), deset obrazů v chiaroscuro z části na oratoriích a z části na kazatelně. Celý cyklus navazuje na obraz ozdobného mramorového hlavního oltáře, představujícího ukřižovaného Krista od Františka Xavera Palka. 
Nad oltářem se ve výklenku vznáší Bůh otec se svatým Duchem a několika anděly, doplněn Nejsvětější Trojicí. Na stropě po sobě se ukazují následující velké fresky: potopa (první pokuta hříšného člověčenstva), oběť Noemova (první smír Boha s člověčenstvem) a Mojžíš na hoře Sinai (velké zjevení Starého zákona). Fresky jsou od sebe odděleny ozdobnými pásy. 
Nad pilíři z obou stran jsou prorocké postavy, které jsou prorokováním svým spojeni s Kristem, též některé postavy Starého zákona: Jeremjáš, Ezechiel, Daniel, Isajáš, Áron, David, Rút, Júdit, Ester a Debora. Z obou stran hlavního oltáře lze v chiaroscuro spatřit: smrt Ábelovu a oběť Abrahamovu.
Na pravé stěně vyniká pořadí lóží (oratoří) ozdobených Kandlerovou prací řezbářskou a pozlacovačskou. V jejich špaletách je vyobrazeno na mědi deset biblických výjevů ze života Kristova: narození Páně, Kristus odmítá přeměnit kamení v chléb, Kristus odevzdává Petrovi klíče od nebes, večeře Páně, vzkříšení Páně, dále pak čtvero církevních otců (sv. Řehoř, sv. Augustin, sv. Ambrož, sv. Jeroným) a učitel církve Lev I. Veliký, nakonec alegorie na vítězství katolické církve.
Královská oratoř (císařská lóže) se nachází naproti hlavnímu oltáři. Vilém Kandler ji vyzdobil řezbou i malbou; sv. Annou a sv. Jáchymem, sv. Petrem a sv. Pavlem, v prostředním poli sv. Duchem s dvanácti symbolickými ohnivými jazyky. Na kazatelně jsou vyobrazeni: evangelisté (Matouš, Marek, Lukáš, Jan), Mojžíš a Elijáš. Všechny obrazy navrhl, nakreslil a namaloval na omítce či na mědi (jen dva obrazy na plátně) Vilém Kandler.
Ještě třeba podotknouti dvou postranních oltářů mramorových, na nichž zůstaly staré, zdařilejší malby ze školy Palkovy (sv. Theresie se sv. Františkem a sv. Václav se sv. Vítem) a mramorové sochy sv. Jana Nepomuckého od Emanuele Maxe, stojící ve výklenku ozdobném, kterýž, jako všechna ostatní ozdoba mramorová, pochází z dílny Vlacha Bonanniho, ve Vídni usedlého.
Lumír, 29.10.1857, s. 1053
Obraz Ukřižování na hlavním oltáři namaloval František Xaver Palko. Sochy andělů vytvořil Ignác František Platzer. Křišťálové lustry a křišťálové žirandoly dodaly Harrachovské sklárny.